# أمفيبتير

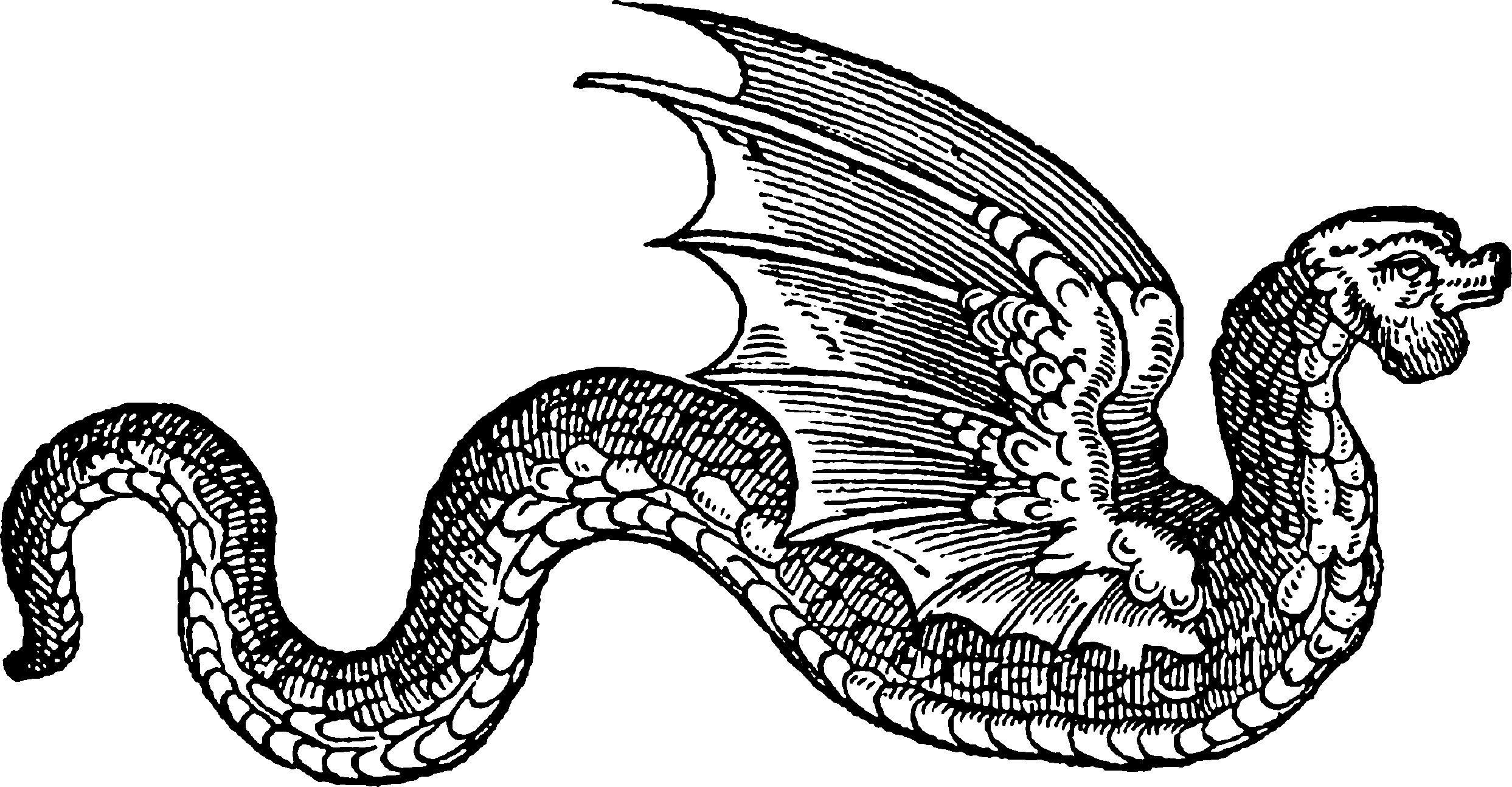
إدوارد توبسيل (1608)

أمفيبتير أو أمفثريس (بالإنجليزية: Amphiptere)‏ معنى الاسم «ثنائي الأجنحة» هو نوع من الثعبان المجنح الموجود في شعارات النبالة الأوروبية.